# مرکه (قزاقستان)
مرکه (انگلیسی: Mereke) یک شهرک در استان قوستانای کشور قزاقستان است.